# Église Sainte-Barbe-et-Saint-Sébastien de Chambolle-Musigny
L'église Sainte-Barbe-et-Saint-Sébastien de Chambolle-Musigny est une église, protégée par les monuments historiques, situé dans la commune de Chambolle-Musigny, dans le département français de la Côte-d'Or.

## Localisation
L'église est située sur la commune de Chambolle-Musigny, dans le département de la Côte-d'Or, en région Bourgogne-Franche-Comté, en France. Elle fait partie de la paroisse Gevrey-Chambertin  - Gilly-lès-Cîteaux - L'Etang-Vergy, du diocèse de Dijon.

## Historique
L'église est construite entre 1500 et 1506 sous l'impulsion de Jean Moisson, ancêtre de la famille du comte de Vogüé. 
En 1539, des fresques murales dans le choeur sont créées, et ne seront redécouvertes qu'en 1895 à l'occasion de travaux dans l'église. Ces fresques sont rénovées en 1901 par Louis Joseph Yperman, restaurateur des Monuments historiques.
En 1885, un cadran solaire est apposé à l'extérieur de l'église.
L'église est doublement protégée des monuments historiques : classement par arrêté du 21 novembre 1896 du chœur, des peintures murales, des fragments des verrières, des deux pierres tombales et une inscription par arrêté du 10 novembre 1928 pour le reste de l'église.

## Architecture et décorations

### L'église
L'église est édifiée sur un plan en croix latine, en moellons et pierre de taille aux angles. A l'éxtérieur, une tour-clocher appareillée en pierres apparentes, est positionnée sur le transept nord. Elle est surmontée d'un dôme à l'impériale est plutôt étrange pour la région.  La nef est à deux travées, tout comme le chœur, et sont percées de baies en arc brisé. Le portail abrite une porte carrée, entourée de deux pilastre et d'une esquisse de fronton triangulaire.

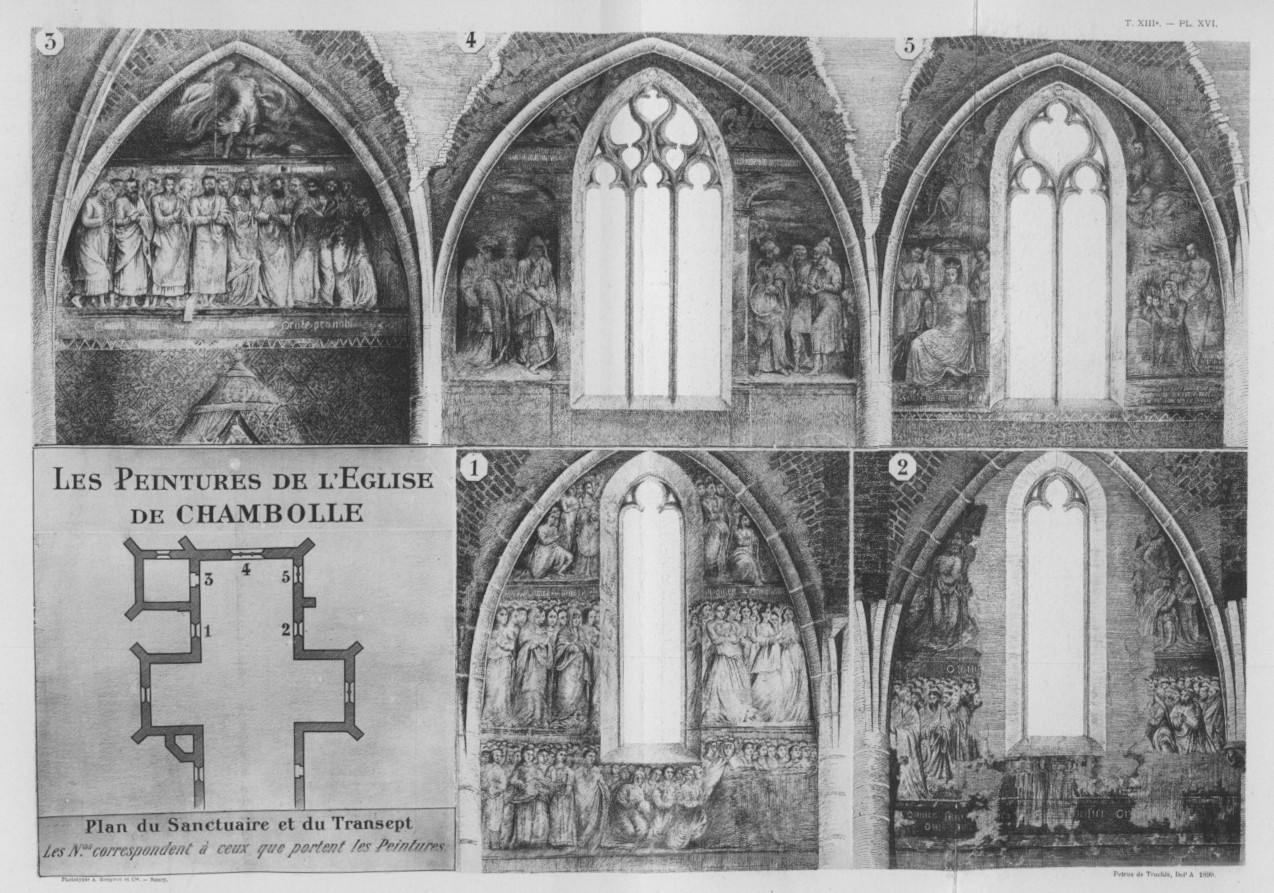
Dessin des fresques, début XXe siècle

### Les peintures murales
Le peintures murales, dans le chevet de l'église, sont redécouvertes à l'occasion de travaux menés en 1895,. Pour permettre la peinture, les murs devaient être enduits d'abord d'un mortier de sable et de brique pilée, puis d'un enduit composé de chaux, de plâtre ainsi que de poils d'animaux très fin.
Créées sous l'impulsion de Jean Moisson, un noble local également à l'origine de l'église, ces peintures portent la date 1539. Ces peintures, tout autour du chœur, représentent une procession selon l'ordre liturgique de plusieurs saints et figures de la Bible et les personnages sont vêtus à la romaine ou à l'orientale : dans la première travée coté nord des anges sous lesquels se trouvent des vierges, des femmes, des confesseurs et pontifes (1) sont globalement sommairement exécutés par rapport aux autres fresques. Une inscription latine sur ce tableau vient confirmer la date d'exécution de 1539 (« Regem virginu domini venite adoremus quia ipse est corona santorum omnium. 1539. ») ; sur le mur d'en face, Saint Michel surmontant les douze apôtres et deux évangélistes (2); dans la deuxième travée, les patriarches et les prophètes (3) ; sur le mur du chevet Jean Baptiste, la Vierge, Jehan Moisson et sa famille (4) ; sur le retour de la deuxième travée, la Vierge Marie assise sur un trône (5). 
Une autre peinture murale, se trouvant dans la première travée de la nef représente le baptême du Christ et daterait de la même époque que les fresques du chœur. Cette peinture est inscrite à titre objet des monuments historiques en 1977

### Mobilier
Divers éléments sont protégés à titre objet des monuments historiques. Parmi ceux-ci, la dalle funéraire de Jean Moisson, à l'origine de l'église et de sa femme Isabeau Moisson, une cloche en bronze, datée de 1556 située dans le clocher,, une verrière datée du XVIe siècle représentant l'annonciation, la nativité et le calvaire, deux plaques commémoratives gravées, ainsi que nombre de statues.

## Galerie

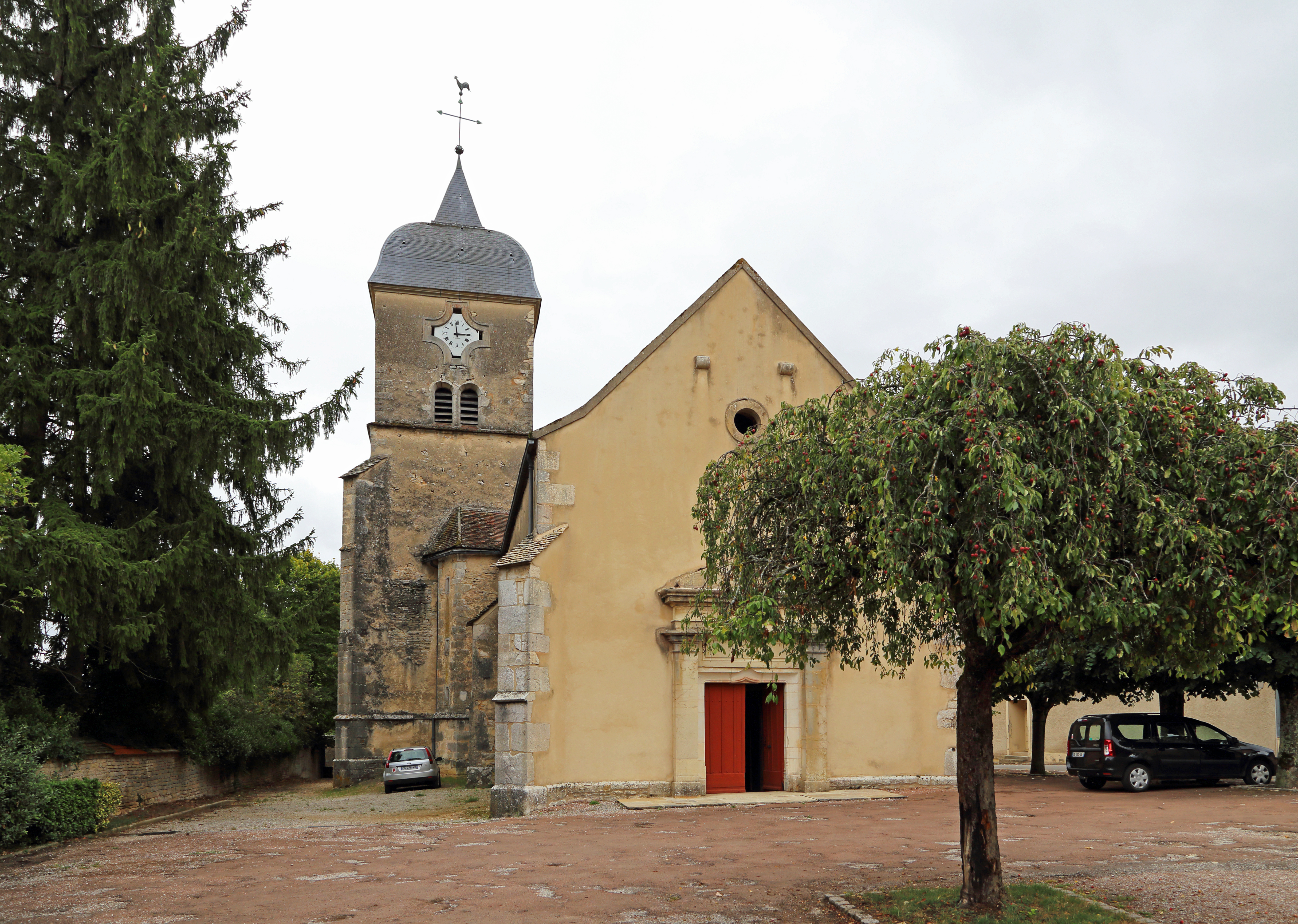
Extérieur et vue de la tour clocher
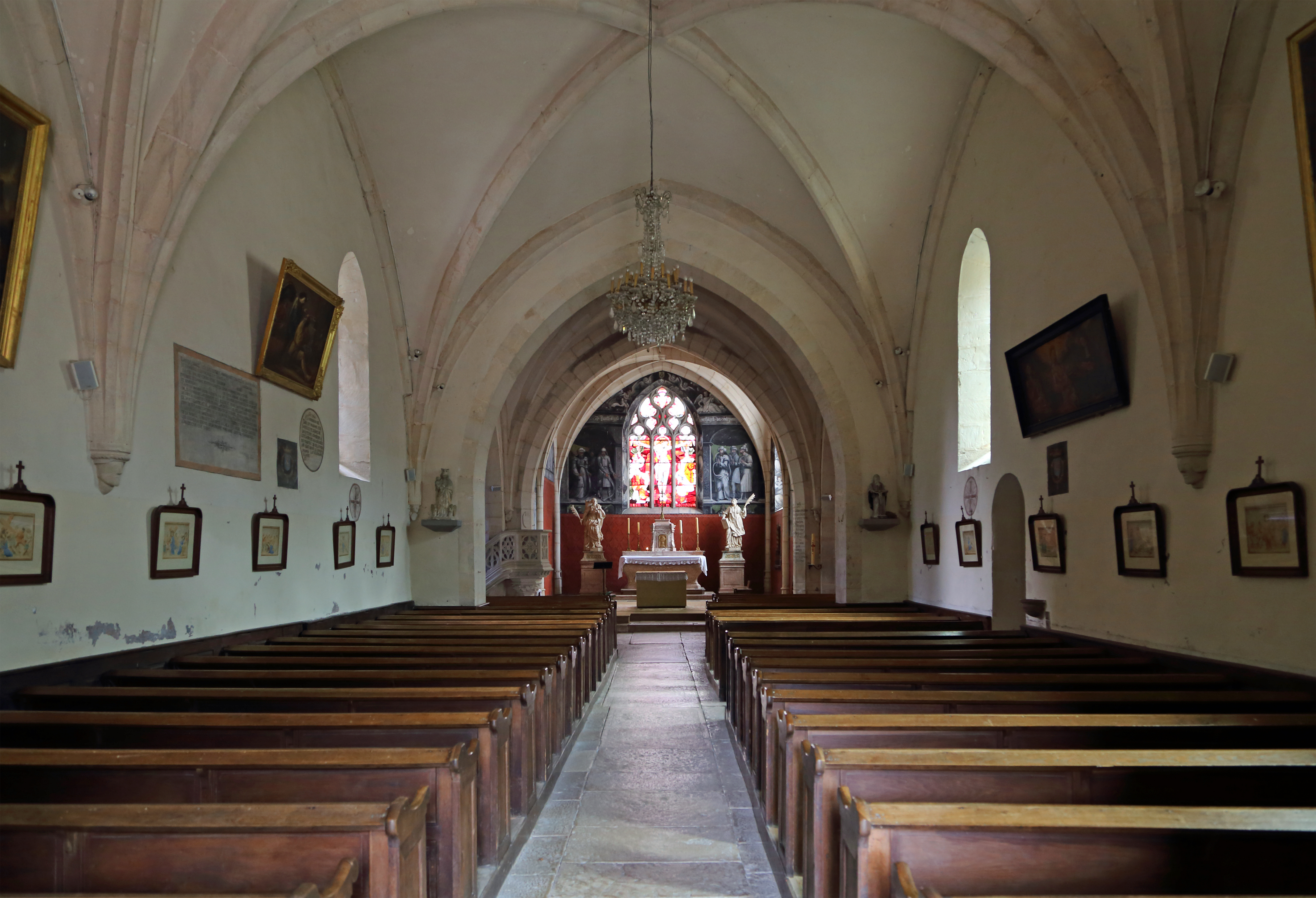
Intérieur de l'église
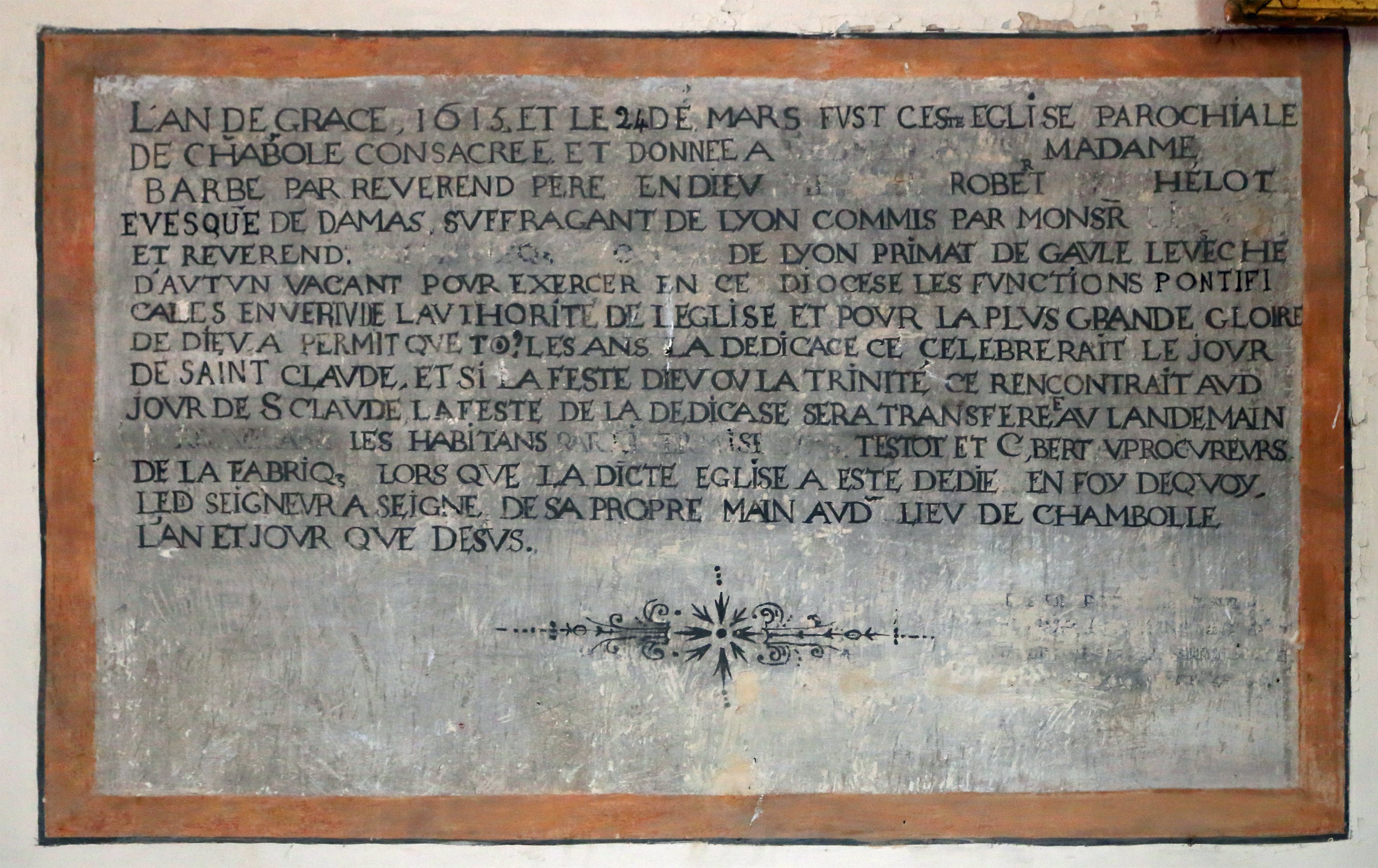
Plaque commémorative
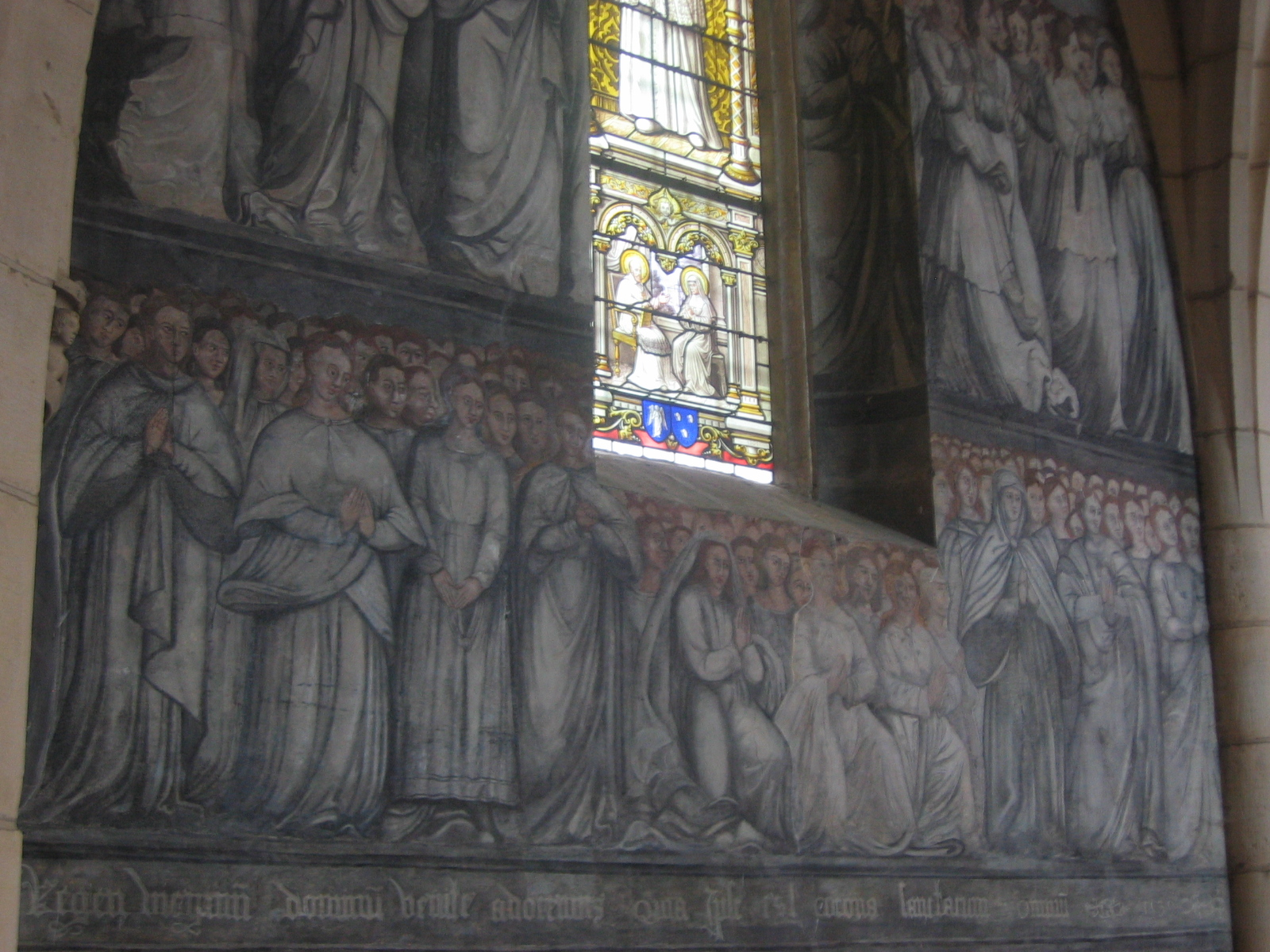
Détail de la fresque (1) du chœur